# George Mikes
George Mikes (15 tháng 2 năm 1912 ở Siklós - ngày 30 tháng 8 năm 1987 tại Luân Đôn) (phát âm Mik-esh) là một tác gia người Anh sinh ra ở Hungary được biết đến nhiều nhất cho các bài bình luận hài hước của mình trên nhiều quốc gia khác nhau.
Cha của ông, Alfred Mikes, là một vị luật sư thành công, một nghề nghiệp mà ông muốn George theo đuổi. Mikes tốt nghiệp tại Budapest vào năm 1933 và bắt đầu làm nhà báo cho Reggel (Chào buổi sáng), một tờ báo Budapest. Trong một thời gian ngắn ông đã viết một mục báo Intim Pista cho lSzínházi Élet ("Theatre Life").
Năm 1938 Mikes đã trở thành phóng viên Luân Đôn cho tờ Reggel và 8 Órai Ujság ("8 O'Clock Paper"). Ông làm việc cho Reggel cho đến năm 1940. Được phái đến Luân Đôn để theo vụ khủng hoảng München và hy vọng sẽ ở Luận Đôn chỉ một vài tuần, ông đã ở lại Luân Đôn từ đó cho đến cuối đời mình. Năm 1946, ông trở thành một công dân Anh. Người ta cho rằng việc ông là một người Do Thái từ Hungary là một yếu tố trong quyết định ở lại Luân Đôn. Mikes đã viết bằng tiếng Hungary và tiếng Anh: The Observer, The Times Literary Supplement, Encounter, Irodalmi Újság, Népszava, tờ báo tiếng Hungary của Viên Magyar Híradó, và Világ.
Từ năm 1939 Mikes làm việc cho phần Hungary của BBC làm phim tài liệu, lúc đầu là một phóng viên tự do, và từ năm 1950, là một nhân viên của tòa soạn. Từ năm 1975 cho đến khi ông qua đời vào ngày 30 tháng 8 năm 1987 ông làm việc cho phần Hungary của đài phát thanh Szabad Europa. Ông là chủ tịch của chi nhánh London của PEN, và là một thành viên của Câu lạc bộ Garrick.
Bạn bè của ông bao gồm Arthur Koestler, J. B. Priestley và André Deutsch, người cũng là nhà xuất bản của ông.

## Một số tác phẩm chọn lọc
| - How to be an Alien: a handbook for beginners and more advanced pupils (1946) - How to Scrape Skies: the United States explored, rediscovered and explained (1948) - Wisdom for Others (1950) - Milk and Honey: Israel explored (1950) - Down with everybody (1951) - Shakespeare and Myself (1952) - Uber Alles: Germany explored (1953) - Little Cabagges (1955) - Italy for Beginners (1956) - How to Be Inimitable: coming of age in England (1960) - How to Tango: a solo across South America (1961) - Switzerland for Beginners (1962) - How to Unite Nations (1963) - Mortal Passion (1963), a novel - Germany Laughs at Herself: German cartoons since 1848 (1965) - Eureka!: Rummaging in Greece (1965) | - How to Be Affluent (1966) - Boomerang: Australia Rediscovered (1968) - The Prophet Motive: Israel today and tomorrow (1969) - The Land of the Rising Yen: Japan (1970) - Humour in Memoriam (1970) - Any Souvenirs?: Central Europe revisited (1971) - The Spy who Died of Boredom (1973) - How to Be Decadent (1977) - Tsi-Tsa: the biography of a cat (1978) - English Humour for Beginners (1980) - How to Be Seventy: an autobiography (1982) - How to Be Poor (1983) - How to Be a Guru (1984) - How to Be God (1986) - The Riches of the Poor: who's WHO (1987) |